# Coupe de La Réunion de football 2018
Navigation
Édition précédente Édition suivante
La Coupe de La Réunion de football 2018 est la 51e édition de la compétition.

## Changements

### Tours préliminaires
Plusieurs matchs sont joués lors des tours préliminaires. Seuls seront indiqués les 32e de finale avec les clubs R1 et de R2.

## Trente deuxièmes de finale
| Division | Club                  | Résultat       | Club                        | Division | Lieu                                        | Date, heure            |
| -------- | --------------------- | -------------- | --------------------------- | -------- | ------------------------------------------- | ---------------------- |
| (D2)     | ASE Plateau Caillou   | (Forfait) 0-4  | AJS Ouest                   | (R2)     | Stade Souprayenmestry, Saint-Paul           |                        |
| (D2)     | ASC Makes             | 1-0            | FC Parfin                   | (R2)     | Stade les Makes, Saint-Louis                | Mardi 08/05 - 15h00    |
| (D2)     | OF Entre Deux         | 0-5            | FC Bagatelle Sainte-Suzanne | (R2)     | Stade Carian, Entre-Deux                    | Mardi 08/05 - 15h00    |
| (D2)     | AD Vincendo Sport     | 1-3            | AEFTC Etang Saint-Leu       | (R2)     | Stade Vincendo, Vincendo                    | Mardi 08/05 - 15h00    |
| (R2)     | AS Evêché             | 4-0 (Forfait)  | FC Rivière des Roches       | (D2)     | Stade Jean-Allane, Saint-Benoît             |                        |
| (R2)     | FC Panonnais          | 0-3            | SS Saint-Louisienne         | (R1)     | Stade Paul-Moreau, Bras-Panon               | Mardi 08/05 - 15h30    |
| (D2)     | JS Sainte-Annoise     | 0-6            | AJS Bois d'Olives           | (R2)     | Stade Marc Minatchy, Saint-Anne             | Mardi 08/05 - 15h30    |
| (R2)     | ASC Grands-Bois       | 5-0            | JSC Ravine Creuse           | (D2)     | Stade Maurice Gonneville, Saint-Pierre      | Mardi 08/05 - 15h30    |
| (R1)     | AF Saint-Louis        | 3-0            | FC 17e Km                   | (D2)     | Stade Théophile Hoarau, Saint-Louis         | Mardi 08/05 - 15h30    |
| (R1)     | JS Saint-Pierroise    | 5-0            | AJS Saint-Denis             | (R2)     | Stade Michel-Volnay, Saint-Pierre           | Mardi 08/05 - 15h30    |
| (R2)     | Trois-Bassins FC      | 6-0            | AS Red Star                 | (D2)     | Stade Saint-Alme, Trois-Bassins             | Mardi 08/05 - 15h30    |
| (D2)     | ES Etang Salé         | 0-2            | AFC Saint-Laurent           | (R2)     | Stade du Centenaire, L'Étang-Salé           | Mardi 08/05 - 16h00    |
| (R1)     | AJ Petite-Île         | 5-0            | Junior Dionysiens           | (D2)     | Stade Régional, Petite-Île                  | Mardi 08/05 - 16h00    |
| (D2D)    | Tampon FC             | 2-2 3-1 t.a.b. | OCSA Léopards               | (R1)     | Stade du 23e Km, Le Tampon                  | Mardi 08/05 - 16h00    |
| (R2)     | AS Saint-Philippe     | 7-1            | Saint-Denis Fav'Sport       | (D2)     | Stade Mandanne-Turpin, Saint-Philippe       | Mardi 08/05 - 16h00    |
| (R1)     | US Sainte-Marienne    | 10-0           | FC Ylang                    | (D2)     | Stade Duparc, Sainte-Marie                  | Mardi 08/05 - 16h00    |
| (R1)     | SDEFA                 | 6-0            | FC Rivière des Galets       | (D2)     | Stade de la Redoute, Saint-Denis            | Mardi 08/05 - 16h00    |
| (R2)     | AS Etoile du Sud      | 4-1            | AS Saint-Yves               | (D2)     | Stade Joffre Labenne, Saint-Pierre          | Mardi 08/05 - 16h00    |
| (R2)     | AS Bretagne           | 6-1            | GS Bérive                   | (D2)     | Stade Jean-Ivoula, Saint-Denis              | Mardi 08/05 - 16h00    |
| (D2)     | ASC Corbeil           | 0-5            | Saint-Pauloise FC           | (R1)     | Stade Souprayenmestry, Saint-Paul           | Mardi 08/05 - 16h30    |
| (R1)     | AS Excelsior          | 1-0            | SS Rivière Sports           | (R1)     | Stade Raphaël-Babet, Saint-Joseph           | Mercredi 09/05 - 20h00 |
| (R2)     | US Bellemène Canot    | 2-0            | USB                         | (R2)     | Stade Souprayenmesrty, Saint-Paul           | Mercredi 09/05 - 20h00 |
| (R1)     | La Tamponnaise        | 3-0            | ACF Saint-Leusien           | (R2)     | Stade Klébert-Picard, Le Tampon             | Mercredi 09/05 - 20h30 |
| (R1)     | AS Marsouins          | 6-0            | FC Moufia                   | (D2)     | Stade municipal Christol Marivan, Saint-Leu | Mercredi 09/05 - 20h30 |
| (R2)     | CO Saint-Pierre       | 6-0            | Cilaos FC                   | (R2)     | Stade Michel-Volnay, Saint-Pierre           | Jeudi 10/05 - 15h30    |
| (R2)     | JS Bras-Creux         | Arrêté         | (Pénalité) CS Saint-Gilles  | (D2)     | Stade Klébert-Picard, Le Tampon             | Jeudi 10/05 - 15h30    |
| (D2)     | AES Convenance        | 0-7            | Saint-Denis FC              | (R1)     | Stade Duparc, Sainte-Marie                  | Jeudi 10/05 - 16h00    |
| (R2)     | FC Plaine des Grègues | 2-1            | Pierrefonds Sport           | (D2)     | Stade Raphaël-Babet, Saint-Joseph           | Jeudi 10/05 - 16h00    |
| (R1)     | AS Sainte-Suzanne     | 1-0            | CS Dynamo                   | (D2)     | Stade Georges-Repiquet, Sainte-Suzanne      | Jeudi 10/05 - 16h00    |
| (D2)     | JS Cressonnière       | 1-5            | AS Capricorne               | (R1)     | Stade Baby-Larivière, Saint-André           | Mercredi 23/05 - 20h00 |
| (R1)     | SS Jeanne d'Arc       | 4-0 (Forfait)  | RS Bras des Chevrettes      | (D2)     | Stade Lambrakis, Le Port                    |                        |
| (D2)     | AFC Possession        | 0-2            | FC Ligne Paradis            | (R2)     | Stade Youri-Gagarine, La Possession         | Mercredi 30/05 - 20H30 |

## Seizièmes de finale
| Division | Club                  | Résultat       | Club                        | Division | Lieu                                        | Date, heure            |
| -------- | --------------------- | -------------- | --------------------------- | -------- | ------------------------------------------- | ---------------------- |
| (R2)     | US Bellemène Canot    | 0-3            | Trois-Bassins FC            | (R2)     | Stade Souprayenmestry, Saint-Paul           | Samedi 02/06 - 20h00   |
| (R1)     | AS Excelsior          | 1-0            | AJS Bois d'Olives           | (R2)     | Stade Raphaël-Babet, Saint-Joseph           | Mercredi 06/06 - 20h30 |
| (R1)     | JS Saint-Pierroise    | 2-1            | FC Bagatelle Sainte-Suzanne | (R2)     | Stade Joffre-Labenne, Saint-Pierre          | Mercredi 06/06 - 20h30 |
| (R1)     | Saint-Denis FC        | 3-0            | JS Bras-Creux               | (R2)     | Stade Jean-Ivoula, Saint-Denis              | Mercredi 13/06 - 20h30 |
| (R2)     | AJS Ouest             | 1-0            | AF Saint-Louis              | (R1)     | Stade Souprayenmestry, Saint-Paul           | Mercredi 13/06 - 20h30 |
| (R2)     | AFC Saint-Laurent     | 0-2            | AS Capricorne               | (R1)     | Stade Youri-Gagarine, La Possession         | Mercredi 13/06 - 20h30 |
| (R2)     | FC Plaine des Grègues | 2-1            | AJ Petite-Île               | (R1)     | Stade Raphaël-Babet, Saint-Joseph           | Mercredi 13/06 - 20h30 |
| (R1)     | Saint-Pauloise FC     | 5-0            | AEFTC Etang Saint-Leu       | (R2)     | Stade municipal Christol Marivan, Saint-Leu | Mercredi 13/06 - 20h30 |
| (R1)     | AS Etoile du Sud      | 0-5            | AS Sainte-Suzanne           | (R1)     | Stade Régional, Petite-Île                  | Mercredi 13/06 - 20h30 |
| (R2)     | FC Ligne Paradis      | 0-4            | US Sainte-Marienne          | (R1)     | Stade Joffre-Labenne, Saint-Pierre          | Mercredi 13/06 - 20h30 |
| (R2)     | SDEFA                 | 8-0            | Tampon FC                   | (D2)     | Stade de la Redoute, Saint-Denis            | Mercredi 13/06 - 20h30 |
| (R2)     | CO Saint-Pierre       | 2-1            | ASC Makes                   | (D2)     | Stade Joffre-Labenne, Saint-Pierre          | Mardi 19/06 - 20h30    |
| (R2)     | AS Saint-Philippe     | 2-4            | La Tamponnaise              | (R1)     | Stade Mandanne-Turpin, Saint-Philippe       | Mercredi 20/06 - 20h30 |
| (R2)     | ASC Grands-Bois       | 2-3            | AS Marsouins                | (R1)     | Stade Maurice Gonneville, Saint-Pierre      | Mercredi 20/06 - 20h30 |
| (R1)     | SS Jeanne d'Arc       | 2-1            | AS Evêché                   | (R2)     | Stade Lambrakis, Le Port                    | Mercredi 20/06 - 20h30 |
| (R2)     | AS Bretagne           | 1-1 2-4 t.a.b. | SS Saint-Louisienne         | (R1)     | Stade Jean-Ivoula, Saint-Denis              | Mercredi 20/06 - 20h30 |

## Huitièmes de finale
| Division | Club                  | Résultat       | Club                | Division | Lieu                                        | Date, heure            |
| -------- | --------------------- | -------------- | ------------------- | -------- | ------------------------------------------- | ---------------------- |
| (R1)     | JS Saint-Pierroise    | 1-0            | SDEFA               | (R2)     | Stade Michel-Volnay, Saint-Pierre           | Samedi 23/06 - 15h00   |
| (R1)     | Saint-Denis FC        | 0-1            | AS Capricorne       | (R1)     | Stade Jean-Ivoula, Saint-Denis              | Samedi 23/06 - 20h00   |
| (R1)     | AS Excelsior          | 7-0            | AJS Ouest           | (R2)     | Stade Raphaël-Babet, Saint-Joseph           | Samedi 23/06 - 20h00   |
| (R1)     | Saint-Pauloise FC     | 3-1            | Trois-Bassins FC    | (R2)     | Stade municipal Christol Marivan, Saint-Leu | Samedi 23/06 - 20h00   |
| (R1)     | AS Sainte-Suzanne     | 2-0            | CO Saint-Pierre     | (R2)     | Stade Georges-Repiquet, Sainte-Suzanne      | Dimanche 24/06 - 15h00 |
| (R2)     | FC Plaine des Grègues | 0-4            | US Sainte-Marienne  | (R1)     | Stade Raphaël-Babet, Saint-Joseph           | Dimanche 24/06 - 15h00 |
| (R1)     | SS Jeanne d'Arc       | 0-0 5-3 t.a.b. | AS Marsouins        | (R1)     | Stade Lambrakis, Le Port                    | Dimanche 24/06 - 15h00 |
| (R1)     | La Tamponnaise        | 0-1            | SS Saint-Louisienne | (R1)     | Stade Klébert-Picard, Le Tampon             | Dimanche 24/06 - 15h00 |

## Quarts de finale
| Samedi 28 juillet | JS Saint-Pierroise (R1)                | 3 - 0   | AS Sainte-Suzanne (R1) | Stade Jean-Ivoula, Saint-Denis |                          |
| 21h00             | Boesso 24e · Fontaine 33e · Lauret 42e | (3 - 0) |                        | Arbitrage : Bruno Turpin       | Arbitrage : Bruno Turpin |

| Dimanche 29 juillet | AS Excelsior (R1) | 1 - 0   | AS Capricorne (R1) | Stade Klébert-Picard, Le Tampon |                           |
| 15h00               | Permal 65e        | (0 - 0) |                    | Arbitrage : Marius Quenet       | Arbitrage : Marius Quenet |

| Dimanche 29 juillet | SS Saint-Louisienne (R1) | 1 - 3   | US Sainte-Marienne (R1)             | Stade Lambrakis, Le Port                |                                         |
| 15h00               | Palany 9e                | (1 - 1) | Kanon 30e · Ichiza 58e · Sophie 42e | Arbitrage : Frédéric Jean Marie Ferrère | Arbitrage : Frédéric Jean Marie Ferrère |

| Dimanche 29 juillet | SS Jeanne d'Arc (R1) | 1 - 0   | Saint-Pauloise FC (R1) | Stade Jean-Ivoula, Saint-Denis |                             |
| 16h30               | Lagourde 92e         | (0 - 0) |                        | Arbitrage : Jérémie Maniéca    | Arbitrage : Jérémie Maniéca |

## Demi-finales
Légende : (1) R1
Programmes des rencontres
| Samedi 25 août 2018 | JS Saint-Pierroise (1)       | 2 - 1   | (1) SS Jeanne d'Arc |                                                                                |                                                                                |
| 20h00               | Loricourt 20e · Fontaine 68e | (1 - 1) | 5e(pen) Lagourde    | Stade Jean-Ivoula, Saint-Denis Spectateurs : 1 152 Arbitrage : Frédéric Bureau | Stade Jean-Ivoula, Saint-Denis Spectateurs : 1 152 Arbitrage : Frédéric Bureau |

| Dimanche 26 août 2018 | US Sainte-Marienne (1) | 1 - 4 a. p. | (1) AS Excelsior                                 |                                                                             |                                                                             |
| 15h00                 | Bonet 855e(pen)        | (0 - 1)     | 6e Diaw · 96e Jonathan Boyer · 103e 118e Benoist | Stade Michel Volnay, Saint-Pierre Spectateurs : 646 Arbitrage : Steve Dubec | Stade Michel Volnay, Saint-Pierre Spectateurs : 646 Arbitrage : Steve Dubec |

## Finale
Légende : (1) R1
| Dimanche 7 octobre 2018 | JS Saint-Pierroise (1)                                                                                        | 1 - 0   | (1) AS Excelsior                                                                         |                                                            |                                                            |
| 16h30                   | Redouane Dahri 81e                                                                                            | (0 - 0) |                                                                                          | Stade Klébert Picard, Le Tampon Arbitrage : Bruno Fontaine | Stade Klébert Picard, Le Tampon Arbitrage : Bruno Fontaine |
| 16h30                   | Pelops - Sedera, Ali Djamali - Mamy Gervais, Razak, Bador - Siala Chamba, Babas , Dahri , Loricourt, Fontaine | Équipes | Yattara - Gibel, Grondin, Payet , Mounoussamy - Boyer, Paul, Diaw,Cheninne, Permal, Diop | Stade Klébert Picard, Le Tampon Arbitrage : Bruno Fontaine | Stade Klébert Picard, Le Tampon Arbitrage : Bruno Fontaine |

## Sources
- (fr) Site de la LRF (Ligue Réunionnaise de Football)